# Filth in the Beauty
Filth in the beauty — макси-сингл японской visual kei рок-группы the GazettE, релиз которого состоялся 1 ноября 2006 года в Японии и 13 мая 2007 года в Европе. В японском чарте Oricon  дошёл до пятой строчки.
Сингл вышел в двух видах: Optical Impression (CD+DVD) и Auditory Impression (CD).

## Список композиций

### Optical Impression
Диск первый
1. "Filth in the Beauty" – 4:11
2. "Rich Excrement" –  3:12

Диск второй (DVD)
1. "Filth in the Beauty PV" – 4:11
2. "Making of Filth in the Beauty"

### Auditory Impression
1. "Filth in the Beauty" – 4:11
2. "Rich Excrement" – 3:12
3. "Crucify Sorrow" – 4:06